# Chuck Connors
Kevin Joseph Aloysius Connors  (10. travnja 1921. – 10. studenoga 1992.) je bivši američki košarkaš, bejzbolaš i filmski glumac.
Igrao je za Boston Celticse 1946. godine. Krajem istog desetljeća je igrao za bejzbolaške momčadi Brooklyn Dodgerse i Chicago Cubse čime je bio među rijetkim američkim športašima koji su nastupali i za klubove u NBA i za klubove u MLB. Do danas je to bilo samo njih 13.

## Vanjske poveznice
- Basketball reference  Arhivirana inačica izvorne stranice od 9. ožujka 2012. (Wayback Machine)
- Chuck Connors u internetskoj bazi filmova IMDb-u (engl.)